# Il vampiro di Whitechapel
Il vampiro di Whitechapel (The Case of the Whitechapel Vampire) è un film per la televisione del 2002 diretto da Rodney Gibbons, tratto dal racconto 	L'avventura del vampiro del Sussex di Arthur Conan Doyle dalla raccolta Il taccuino di Sherlock Holmes.

## Trama
Sherlock Holmes è incaricato di investigare su una serie di morti sembra causate da un vampiro.

## Produzione
Film televisivo prodotto nel 2002 per The Hallmark Channel come l'ultima puntata di una serie di film su Holmes, venne girato interamente a Montréal (Québec, Canada).
Il film contiene due riferimenti al più famoso romanzo sui vampiri, Dracula di Bram Stoker. In primo luogo, il dottor Chagas vive in alloggi a 4 Renfield Place, Whitechapel: nel romanzo, Renfield è il detenuto insettivoro del manicomio del dottor Seward. Secondo, fratello Marstoke dice a Holmes che fratello John è stato assassinato in un vicolo di fronte a Demeter Street: The Demeter è il nome della nave in cui Dracula salpa dalla Transilvania per l'Inghilterra.